# Första samkönade äktenskapet i Spanien

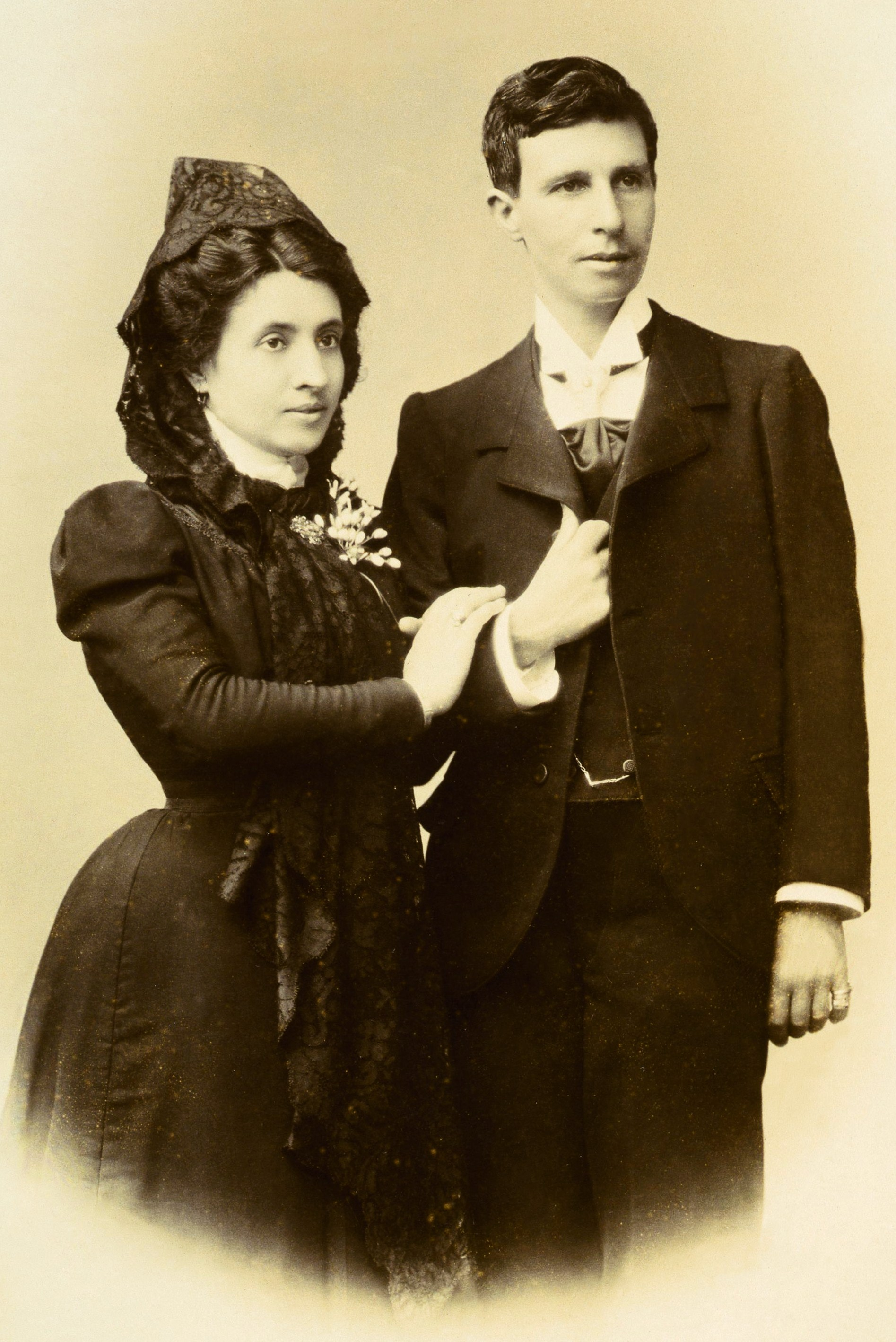
Marcela och Elisa efter bröllopet.

Det första samkönade äktenskapet i Spanien efter den romerska eran ägde rum den 8 juni 1901.
Två kvinnor, Marcela Gracia Ibeas och Elisa Sanchez Loriga, försökte gifta sig i A Coruña (Galicien, Spanien). För att äktenskapet skulle gå igenom antog Elisa en manlig identitet, Mario Sánchez, som angavs på äktenskapsintyget. Detta var det första försöket att ingå ett samkönat äktenskap i Spanien som det finns registrerade bevis för. Äktenskapet utfärdades av kyrkan St. Jorge i samma stad. Senare upptäckte pastorn bedrägeriet, vilket ledde till att de fördömdes och förföljdes. Äktenskapsintyget blev dock aldrig ogiltigförklarat.
Deras äktenskapsförbund ägde rum mer än 100 år innan lagen skulle ge homosexuella i Spanien möjlighet att gifta sig. De två arbetade som lärare vid en tidpunkt då den stora majoriteten av den galiciska befolkningen var analfabeter.
Händelsen kan betraktas som ett prejudikat för samkönade äktenskap i Spanien. Nyheten om deras bröllop spred sig till hela Spanien och till olika europeiska länder. Paret tros ha flytt till Argentina, och det är okänt vad som hände med dem efter det.